# سیارک ۲۳۰۹۷۵
سیارک ۲۳۰۹۷۵ (به انگلیسی: 230975 Rogerfederer، نامگذاری:2005AQ25)۲۳۰۹۷۵مین سیارک کشف شده‌است که در ۱۰ ژانویه ۲۰۰۵ کشف شد.